# Basta poco
Basta poco è un singolo del cantautore italiano Vasco Rossi, pubblicato il 19 gennaio 2007, in anteprima sui videofonini di H3G dal giorno precedente. Si tratta del primo caso di canzone pubblicata solo per download digitale, riuscendo a vendere in tre giorni 50 000 copie.
È stato frequentemente trasmesso in radio, raggiungendo la posizione numero 1 dell'airplay.

## Descrizione
Il pezzo è stato scritto interamente da Vasco. L'immagine che viene utilizzata dall'artista per presentare il singolo è quella di un pupazzo in fiamme disegnato dal figlio Luca e poi riadattato in formato digitale. Questo pupazzo, chiamato Piernitro, è anche il protagonista del video della canzone insieme ad altri due pupazzi, Caleb e Junior.
L'11 maggio 2007 Vasco Rossi ha pubblicato il Vasco Extended Play, contenente questo brano, una sua demo e il video. La canzone è poi entrata a far parte dell'album Il mondo che vorrei, pubblicato nel 2008.

## Video musicale
La sceneggiatura del videoclip è stata affidata allo scrittore bolognese Enrico Brizzi.

## Tracce
1. Basta poco – 4:34

## Formazione
- Vasco Rossi – voce
- Stef Burns – chitarra
- Max Gelsi – basso
- Frank Nemola – tastiera, programmazione
- Lele Melotti – batteria

## Classifiche
| Classifica (2007) | Posizione massima |
| ----------------- | ----------------- |
| Italia            | 1                 |